# Eriocaulon peninsulare
Eriocaulon peninsulare là một loài thực vật có hoa trong họ Eriocaulaceae. Loài này được Punekar & Lakshmin. mô tả khoa học đầu tiên năm 2004.